# Оренбургский государственный педагогический университет
Оренбургский государственный педагогический университет (ОГПУ) — высшее учебное заведение, расположенное в Оренбурге.

## История
ОГПУ — старейший университет в Оренбургской области, а также второй по дате основания вуз в регионе, уступая по этому показателю только Оренбургской духовной семинарии, основанной в 1884 году.
История университета берёт начало с 1915 года, когда в Оренбурге был открыт Учительский институт. 19 октября 1919 года на базе этого института был основан Оренбургский институт народного образования.
В 1930 году Оренбургский институт народного образования переименован в Оренбургский государственный педагогический институт.
В 1938—1957 годах назывался Чкаловский государственный педагогический институт имени В. П. Чкалова, поскольку областной центр в эти годы назывался Чкалов.
В 1996 году Оренбургский государственный педагогический институт имени В. П. Чкалова получил статус университета — Оренбургский государственный педагогический университет.
По состоянию на 2022 год, ОГПУ выпустил более 48 тысяч специалистов.

## Факультеты
В составе ОГПУ 8 институтов и факультетов:
- Институт естествознания и экономики;
- Институт физической культуры и спорта;
- Институт педагогики и психологии;
- Институт дошкольного и начального образования;
- Факультет иностранных языков;
- Физико-математический факультет;
- Исторический факультет;
- Филологический факультет.

## Выпускники
- Антонов, Василий Иванович (1914—1967) — советский государственный и партийный деятель.
- Ахмедов, Галым Хакимулы (1906—2002) — казахский писатель.
- Исаак Калина (р. 1950) — руководитель департамента образования г. Москвы с 10 ноября 2010 года по 22 июля 2020 года. Доктор педагогических наук.
- Уханов, Иван Сергеевич (1940—2017) — советский и российский писатель, публицист, редактор, техник-оператор, журналист.